# 盘州
盘州，唐朝时设置的州。
贞观八年（634年），以西平州改名。治所在附唐县（今贵州省兴义市）。隶戎州都督府，领附唐县、平彝县、盘水县三县。天宝十年（751年），地入南诏废。